# Хуторской, Андрей Викторович
Андре́й Ви́кторович Хуторско́й (род. 6 октября 1959 года) — российский педагог, доктор педагогических наук, член-корреспондент Российской академии образования (2006), член «Международной педагогической академии», член «Международной славянской академии образования им. Я. А. Коменского», директор «Института образования человека», директор Центра дистанционного образования «Эйдос». Почётный работник общего образования Российской Федерации (2002).

## Научная деятельность
Профессиональные интересы сосредоточены в области дидактики, педагогической инноватики, методологии педагогики, дистанционного образования.
Главный редактор интернет-журналов «Эйдос» и «Вестник Института образования человека». Основатель и председатель оргкомитета Всероссийских дистанционных эвристических олимпиад.
Один из лидеров Российского индекса научного цитирования в области педагогики и образования.

## Дистанционное образование
Дистанционным образованием занимается с 1989 года (советско-американский проект «Школьная электронная почта»). В 1998 году учредил Центр дистанционного образования «Эйдос», в котором работает директором. Его прогноз: «В нынешнем столетии лучшие учителя будут именно дистанционные, умеющие взаимодействовать со всем миром с помощью электронных телекоммуникаций».
Создал действующую систему развития одаренности школьников с помощью Всероссийских дистанционных эвристических олимпиад. С 1998 года в этих олимпиадах приняло участие более 250 тыс. школьников России и других стран.
Основал Всероссийские конкурсы «Дистанционный учитель года», «Дистанционная школа года», «Современный урок», Всероссийские дистанционные августовские педагогические конференции (проводятся ежегодно с 1999 года). Разработчик и организатор дистанционных курсов, проектов, конференций для школьников и взрослых. Провёл с коллегами более 30 дистанционных образовательных проектов: «Герб моего рода», «Мой Пушкин», «Моя Победа», «Феномен», «Мой виртуальный дом», «Летний Интернет-фестиваль» и др.
В 2008 году учредил туристическую компанию «Эйдос Тур», которая организует школьные туры в Москву, Санкт-Петербург, Париж, другие города и страны.
В 2011 году основал и возглавил Институт образования человека — некоммерческое научно-образовательное учреждение, которое входит в группу компаний «Эйдос».
Автор более 1000 опубликованных работ.

## Награды, гранты
Победитель и лауреат ряда конкурсов, грантов РФФИ, НФПК, РГНФ, гранта Президента России для молодых докторов наук.
Книги А. В. Хуторского «Дидактическая эвристика» и «Методика личностно-ориентированного обучения. Как обучать всех по-разному» признаны книгами года России по педагогике в 2005—2006 гг.

## Основные работы
- Хуторской А. В. Педагогика: Учебник для вузов. Стандарт третьего поколения. — СПб.: Питер, 2019. — 608 с.
- Хуторской А. В. История педагогики. Учебное пособие. Стандарт третьего поколения. — Спб.: Питер, 2022. — 528 с.: ил. — (Серия «Учебник для вузов»).
- Хуторской А. В. Современная дидактика : учебник для вузов / А. В. Хуторской. — 3-е изд., перераб. и доп. — Москва : Издательство Юрайт, 2021. — 406 с. — (Высшее образование).
- Хуторской А. В. История дидактики. Инновационные системы обучения от Античности до наших дней : учеб.-метод. пособие. — Москва : Флинта, 2021. — 536 с.
- Хуторской А. В. Дидактика. Учебник для вузов. Стандарт третьего поколения. — СПб.: Питер, 2017. — 720 с.
- Хуторской А. В. Метапредметный подход в обучении : Научно-методическое пособие. 2-е изд., перераб. и доп. — М. : Издательство «Эйдос»; Издательство Института образования человека, 2016. — 80 с. (Серия «Новые стандарты»).
- Хуторской А. В. Метапредметный урок : Методическое пособие.— М. : Издательство «Эйдос»; Издательство Института образования человека, 2016. — 74 с. (Серия «Современный урок»).
- Хуторской А. В. Доктрина образования человека в Российской Федерации. — М. : Издательство «Эйдос»; Издательство Института образования человека, 2015. — 24 с. (Серия «Научная школа»).
- Хуторской А. В. Концепция Научной школы человекосообразного образования : Научное издание. — М. : Издательство «Эйдос»; Издательство Института образования человека, 2015. — 24 с. (Серия «Научная школа»).
- Хуторской А. В. Тезаурус человекосообразного образования : Научное издание. — М. : Издательство «Эйдос»; Издательство Института образования человека, 2015. — 51 с. (Серия «Научная школа»).
- Хуторской А. В. Метапредмет «Мироведение» : Программа и методика занятий в 5-6 классах : Методическое пособие для учителя : 2-е изд., перераб. и доп. — М. : Издательство «Эйдос»; Издательство Института образования человека, 2015. — 132 с. : ил. (Серия «Новые стандарты»).
- Хуторской А. В. Методология педагогики : человекосообразный подход. Результаты исследования: Научное издание. — М. : Издательство «Эйдос»; Издательство Института образования человека, 2014. — 171 с. (Серия «Научная школа»).
- Хуторской А. В. Компетентностный подход в обучении. Научно-методическое пособие. А. В. Хуторской. — М.: Издательство «Эйдос»; Издательство Института образования человека, 2013. — 73 с. : ил. (Серия «Новые стандарты»).
- Хуторской А. В. Системно-деятельностный подход в обучении : Научно-методическое пособие. — М. : Издательство «Эйдос»; Издательство Института образования человека, 2012. — 63 с. : ил. (Серия «Новые стандарты»).
- Хуторской А. В. Метапредметный подход в обучении : Научно-методическое пособие. — М. : Издательство «Эйдос»; Издательство Института образования человека, 2012. — 50 с. : ил. (Серия «Новые стандарты»).
- Хуторской А. В. Метапредмет «Числа» : Методическое пособие для учителей начальной школы : 2-е изд., перераб. и доп. — М. : Издательство «Эйдос»; Издательство Института образования человека, 2012. — 80 с. : ил. (Серия «Новые стандарты»).
- Хуторской А. В. 55 методов творческого обучения : Методическое пособие. — М. : Издательство «Эйдос»; Издательство Института образования человека, 2012. — 42 с. : ил. (Серия «Современный урок»).
- Эвристическое обучение. В 5 т. Т.1. Научные основы / под ред. А. В. Хуторского. — М.: ЦДО «Эйдос», 2011. — 320 с. (Серия «Инновации в обучении»).
- Эвристическое обучение. В 5 т. Т.2. Исследования / под ред. А. В. Хуторского. — М.: Издательство «Эйдос»; Издательство Института образования человека, 2012. — 198 с. (Серия «Инновации в обучении»).
- Хуторской А. В. Современная дидактика. Учебное пособие. 2-е издание, переработанное. — М.: Высшая школа, 2007. — 639 с.
- Краевский В. В., Хуторской А. В. Основы обучения: Дидактика и методика. Учеб. пособие для студ. высш. учеб. заведений. — М.: Издательский центр «Академия», 2007. — 352 с.
- Интернет-уроки. Поурочные разработки участников Всероссийского конкурса «Дистанционный учитель года». — М.: ЦДО «Эйдос», 2010. — 152 с. (соредактор).
- Хуторской А. В. Образовательное пространство СНГ — проблема сравнительной педагогики: Научное издание. — М.: Научно-внедренческое предприятие «ИНЭК», 2006. — 247 c.
- Хуторской А. В. Методика личностно-ориентированного обучения. Как обучать всех по-разному?: Пособие для учителя. — М.: Владос, 2005. — 383 с (Серия «Педагогическая мастерская»).
- Хуторской А. В. Педагогическая инноватика: методология, теория, практика: Научное издание. — М.: Изд-во УНЦ ДО, 2005. — 222 c.
- Хуторской А. В. Практикум по дидактике и современным методикам обучения. — СПб.: Питер, 2004. — 541 с; ил. — (Серия «Учебное пособие»).
- Хуторской А. В. Дидактическая эвристика: Теория и технология креативного обучения. — М.: Изд-во МГУ, 2003. — 416 с.
- Хуторской А. В. Современная дидактика: Учебник для вузов. — СПб: Питер, 2001. — 544 с.: ил. — (Серия «Учебник нового века»)
- Увлекательная физика. Сборник заданий и опытов для школьников и абитуриентов с ответами. — М.: АРКТИ, 2001. — 192 с (в соавт.)
- Хуторской А. В. Развитие одарённости школьников: Методика продуктивного обучения: Пособие для учителя. — М.: Гуманит. Изд. Центр ВЛАДОС, 2000. — 320 с. — (Педагогическая мастерская).
- Хуторской А. В. Интернет в школе. Практикум по дистанционному обучению. — М.: ИОСО РАО, 2000. — 304 с.
- Хуторской А. В. Эвристическое обучение: Теория, методология, практика. Научное издание. — М.: Международная педагогическая академия, 1998. — 266 с.
- Хуторской А. В. Мироведение: Эвристическое пособие для учеников 5—9 классов. — Ногинск, 1995. — 94 с.
- Хуторской А. В. Метапредмет «Числа»: Экспериментальный интегрированный курс. — Черноголовка, 1994. — 68 с.
- Хуторской А. В. Метапредмет «Мироведение»: Экспериментальный интегрированный курс. — Пособие для учителя. — Черноголовка, 1993. — 70 с.
- Хуторской А. В. Фундаментальные физические постоянные. Кн. для учителя. — Мн.: Народная асвета, 1988. — 96 с.
- Мировые константы в физике: Методические рекомендации. — Л., 1987. — 58 с. (в соавт.)
- Хуторской А. В. Изучение фундаментальных физических констант в средних профессионально-технических училищах. — М.: Высшая школа, 1985. — 24 с.